# Haffkahn

Dreimastiges Kaffenkahn-Modell von 1880 aus Eggesin

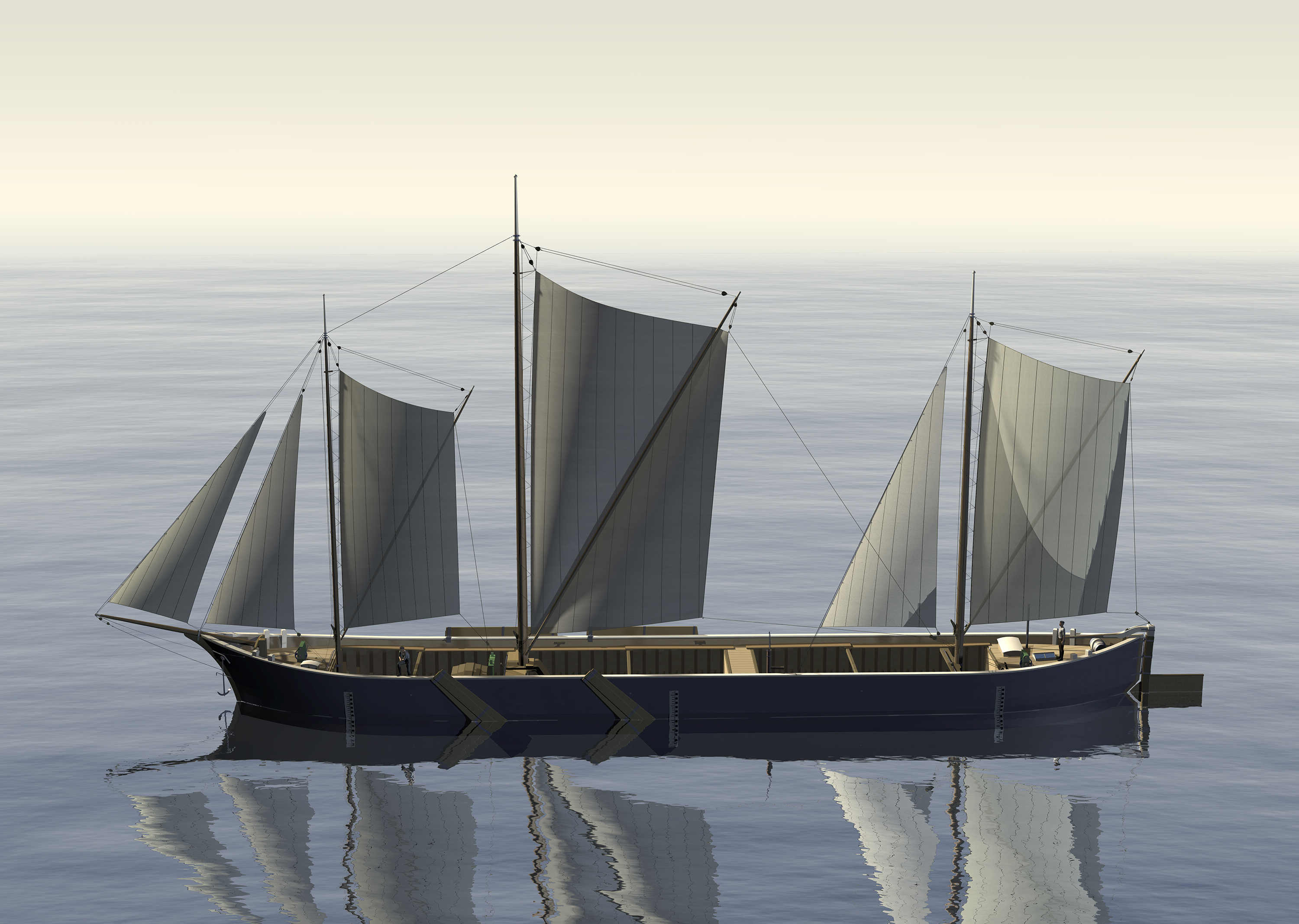
Pommerscher Stevenkahn um 1890

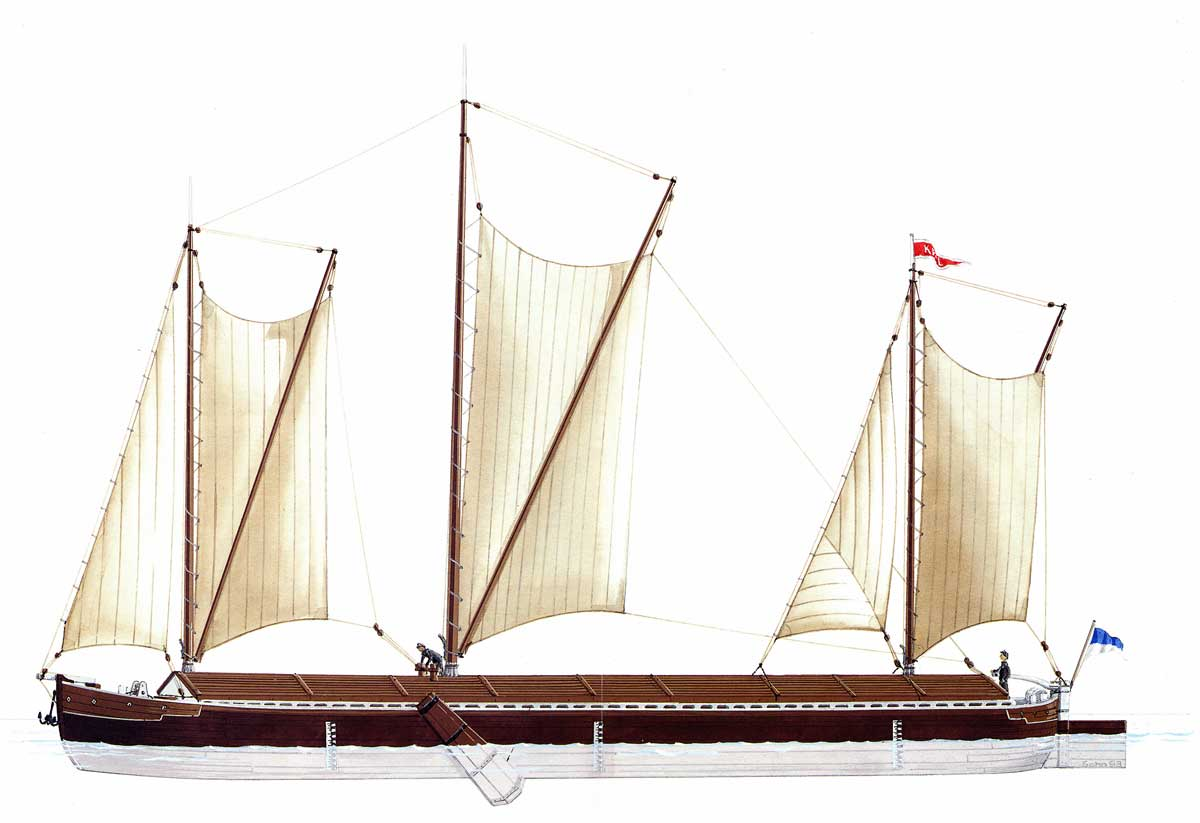
Pommerscher Segelkahn 1910

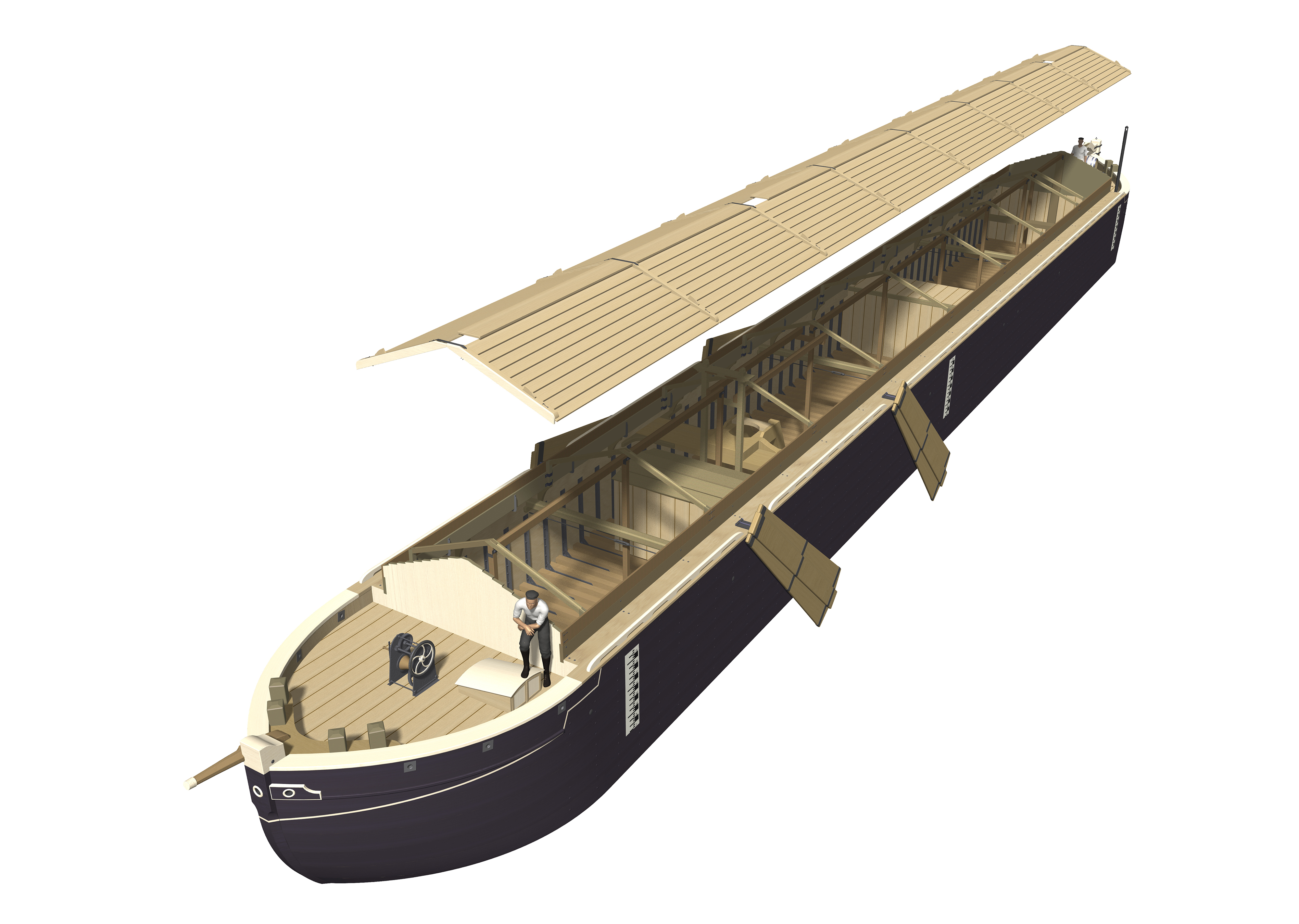
Mollenkahn in Kompositbauweise von etwa 1920

Als Haffkahn werden hölzerne Frachtkähne bezeichnet, wie sie im 19. und Anfang des 20. Jahrhunderts im Bereich des Stettiner Haffs verkehrten. Sie waren zumeist mit einer Fock und drei Pfahlmasten ausgerüstet, die jeweils mit einem großen Sprietsegel getakelt waren. Im 13. und 14. Jahrhundert wurden Oderhaff-Fischerkähne als hafcane, reine Frachtkähne als cane bezeichnet. Andere Bezeichnungen für diesen Schiffstyp waren Stangenschoner oder Pommerscher Kahn.

## Bauform
Sie waren die größten und seetüchtigen Varianten der binnenländischen Segelkähne. Ihre Bauweise entwickelte sich wie bei diesen von der hölzernen Kaffenkahn-Bauweise über den hölzernen Stevenkahn mit Klipperbug zum komposit und aus Stahl gebauten Mollenkahn. Das erste Auftreten der dreimastigen Bauform erscheint auf Grafiken um 1850. Ihre Maße entsprachen ab der 2. Hälfte des 19. Jahrhunderts in der Regel dem Finow- oder Großfinow-Maß, um auch die Fahrt über die Oder und Havel bis nach Berlin absolvieren zu können. Im Gegensatz zu den Oderkähnen hat sie nicht nur einen, sondern meist drei Masten mit je einem Sprietsegel. Die Masten konnten 19 bis 27 m Länge erreichen. Die Verteilung der Masten über die Schiffslänge ist ungewöhnlich: Der Großmast steht schon nach etwa ein Drittel der Länge von vorn, ein weiteres Drittel nach achtern steht der Achtermast und die Länge zwischen Bug und Großmast wird durch den so genannten Vordermast halbiert. Der Achtermast ist dabei etwas höher als der Vordermast. Es wird berichtet, dass die Schiffer besonders stolz über die besonders guten Segeleigenschaften der Kähne waren. Neben den Sprietsegeln konnte noch ein Stagsegel gesetzt werden. Nur die Mollenkähne hatten einen Bugspriet mit einem Klüver, ein Großtoppsegel und ein großes Stagsegel vor dem Achtermast. Die Stevenkähne führten am besonders langen Bugspriet noch einen weiteren Klüver. Für das Segeln auf Haff und Bodden führten diese Kähne bis zu zwei Seitenschwerter auf jeder Seite.
Das Fahrtgebiet konnte sich über die Binnenwasserstraßen bis Hamburg erstrecken. Über die Ostsee konnte es bis Ribnitz in Mecklenburg gehen. Es schließt also alle Boddengewässer und die Reviere um Rügen und Usedom ein.
Die Bauwerften befanden sich entlang des Stettiner Haffs und der Peene. Auch auf Rügen wurden Haffkähne gebaut. Andere Bezeichnungen für diese Fahrzeuge waren Stangenschoner, Scharendkahn, Segelkahn oder Pommern Kahn.
In den 1920er Jahren entstanden sie auch noch in wenigen Exemplaren in Stahlbauweise. Stellvertretend für diese letzte Variante der Haffkähne kann der Kahn EMMA im Deutschen Schiffahrtsmuseum Bremerhaven als Museumsschiff bewundert werden.

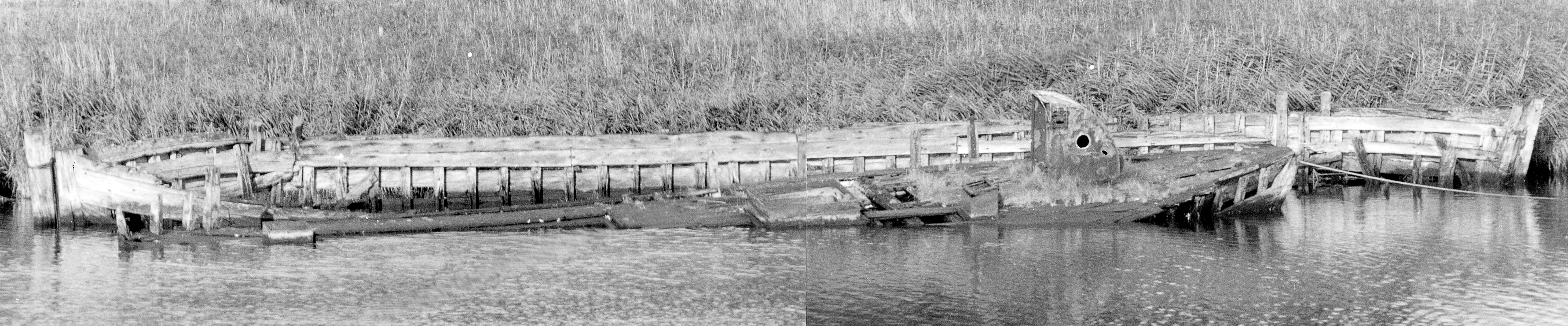
Wrack des hölzernen Stevenkahns Elisabeth von 1926 in Seedorf/Rügen

## Zum Wrackfoto
Das Foto wurde im Sommer 1988 bei Vermessungs- und Dokumentationsarbeiten im Hafen von Seedorf/Rügen aufgenommen. Nach örtlichen Recherchen und Angaben von Wolfgang Rudolph war es der zweimastige hölzerne Stevenkahn Elisabeth. Er wurde 1926 in Seedorf gebaut und hatte die Maße 21,50 Meter Länge und 4,60 Meter Breite. Nach den Überresten im Wrack zu vermuten wurde er mit zwei Masten gesegelt. Das Wrack wurde leider nach 1990 im Rahmen der Hafenmodernisierung beräumt. Vor dem Kahn lag ein Wrack eines 14-Meter-Fischkutters aus DDR-Produktion.

## Literatur

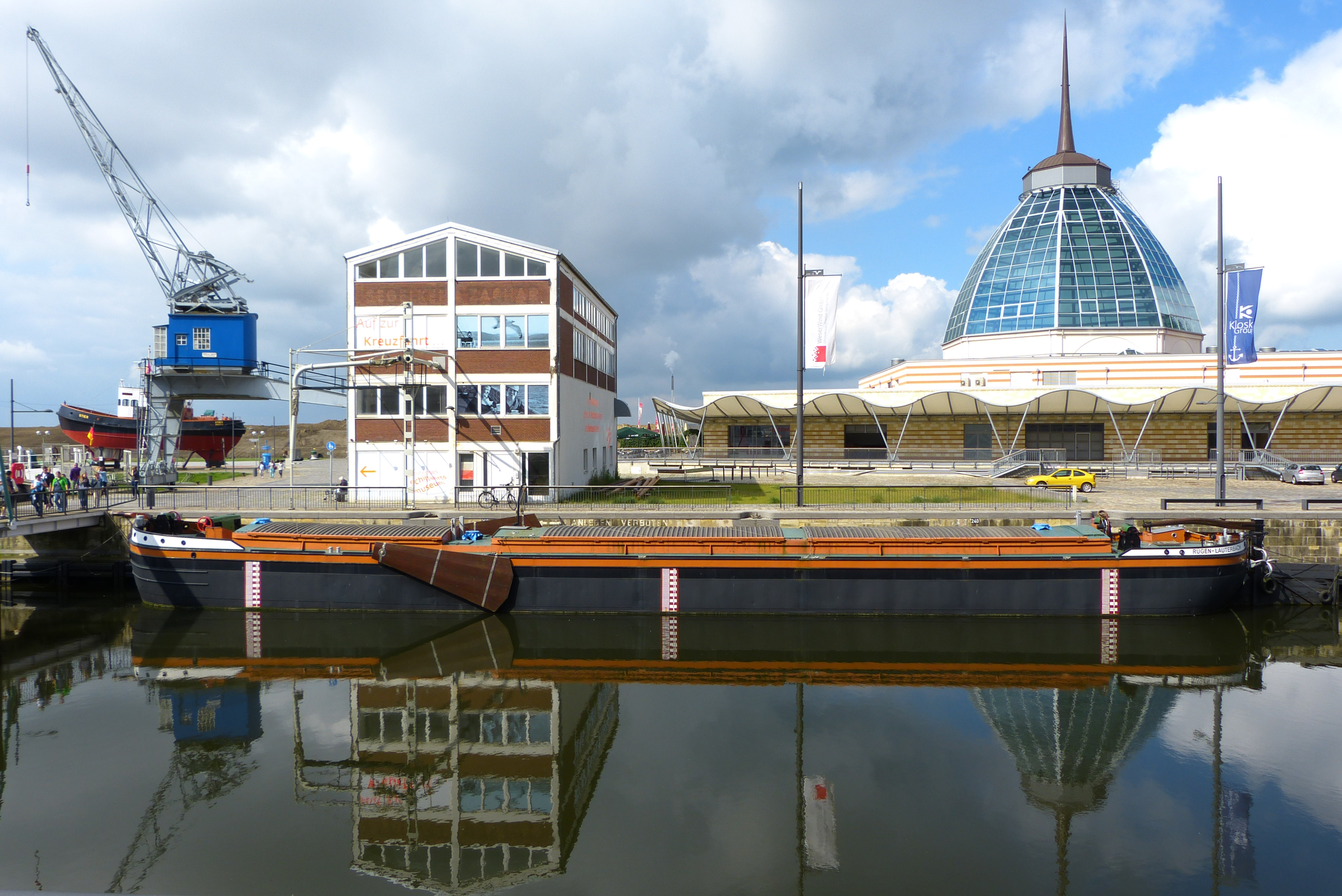
Stählerner Haffkahn EMMA von 1928, Bauort: Pölitz/Pommern